# Râul Cristorel
Râul Cristorel este un curs de apă, afluent al râului Borșa. 